# Andrew V. McLaglen
Andrew Victor McLaglen (* 28. Juli 1920 in London, England; † 30. August 2014 in Friday Harbor, Washington) war ein britisch-US-amerikanischer Regisseur. Seine größten Erfolge feierte er in den 1960er und 1970er Jahren mit Kriegsfilmen und Western, seit ihrer Zusammenarbeit bei MacLintock im Jahr 1963 war er ein bevorzugter Regisseur von John-Wayne-Filmen.

## Leben
Andrew V. McLaglen war der Sohn von Enid Lamont und des Schauspielers Victor McLaglen. Bereits kurz nach seiner Geburt in London zogen McLaglens Eltern mit ihm nach Kalifornien, wo der Vater sich als Darsteller in Hollywood etablierte. Sein Vater wurde ein vielbeschäftigter Schauspieler unter der Regie von John Ford und erhielt 1936 einen Oscar als bester Hauptdarsteller. Bereits als Jugendlicher kam Andrew V. McLaglen mit dem Film in Berührung, da er gelegentlich seinen Vater an Filmsets besuchen durfte. 
Nach kleinen Rollen in zwei Filmdramen in den 1940er Jahren begann McLaglen eine Filmkarriere hinter der Kamera. Als Regieassistent arbeitete er mit Regiegrößen wie Budd Boetticher, John Ford, John Farrow und William A. Wellman zusammen. Sein erster eigener Film kam 1956 heraus, dem vier weitere B-Filme folgten. Weitere Aufträge kamen vom Fernsehen, wie die Westernserien Rauchende Colts, Tausend Meilen Staub oder Die Leute von der Shiloh Ranch.
Aufgrund seiner bisherigen Erfahrungen mit dem Westerngenre übernahm er 1963 mit MacLintock erstmals die Regie bei einer Großproduktion. Bis auf wenige Ausnahmen blieb er bis 1976 dem Westernfilm treu und arbeitete in dieser Zeit nicht weniger als fünfmal mit John Wayne und viermal mit James Stewart zusammen. Er erarbeitete sich einen Ruf als solider Handwerker, der unterhaltsame Filme schuf und überzeugend Actionszenen inszenierte. Die meisten seiner Filme zielten eher auf ein männliches Publikum und waren vor allem mit den damaligen Altstars von Hollywood besetzt. Seine Filme galten dann als am überzeugendsten, wenn sie ihr Genre mit einer gewissen Selbstironie etwas aufs Korn nahmen.
Nachdem McLaglen Mitte der 1970er Jahre vor allem für das Fernsehen gearbeitet hatte, gelang ihm 1978 mit dem harten Söldnerfilm Die Wildgänse kommen ein großer Erfolg an den Kinokassen, der auch eine Söldnerfilm-Welle nach sich zog. Drei weitere, ähnlich gelagerte Action- und Kriegsfilme folgten unter McLaglens Regie in den nachfolgenden zwei Jahren: Steiner – Das Eiserne Kreuz, 2. Teil, Sprengkommando Atlantik und Die Seewölfe kommen. Roger Moore war zu dieser Zeit in drei seiner Filme jeweils in einer Hauptrolle zu sehen. Weitere Filmerfolge  blieben für den Regisseur danach jedoch aus. Wie schon in den 1970er Jahren kehrte er auch in den 1980er Jahren wieder zum Fernsehen zurück. Seine letzte Regiearbeit erfolgte bei dem B-Movie-Actionfilm Malko: Eye of the Widow aus dem Jahr 1991.
Andrew V. McLaglen war viermal verheiratet, darunter von 1946 bis 1958 mit der Schauspielerin Veda Ann Borg. Seine Kinder Mary und Josh McLaglen sind ebenfalls im Filmgeschäft tätig. Mary arbeitet als Produktionsleiterin, Josh war unter anderem Erster Regieassistent bei James Camerons Titanic.

## Filmografie (Auswahl)

### Kinofilme
- 1952: Das Tor zur Hölle (Hellgate) (Regieassistenz)
- 1953: Kansas Pazifik (Kansas Pacific) (Regieassistenz)
- 1953: Fort der Rache (Fort Vengeance) (Regieassistenz)
- 1956: Gun the Man Down
- 1956: Der Mann in der Gruft (Man in the Vault)
- 1957: The Abductors
- 1960: Freckles
- 1961: The Little Shepherd of Kingdom Come
- 1963: MacLintock (McLintock!)
- 1965: Der Mann vom großen Fluß (Shenandoah)
- 1966: Rancho River (The Rare Breed)
- 1967: Schmeißt die Affen raus (Monkeys, Go Home!)
- 1967: Der Weg nach Westen (The Way West)
- 1967: Das Teufelsweib von Texas (The Ballad of Josie)
- 1968: Die Teufelsbrigade (The Devil’s Brigade)
- 1968: Bandolero (Bandolero!)
- 1968: Die Unerschrockenen (Hellfighters)
- 1969: Die Unbesiegten (The Undefeated)
- 1970: Chisum (Chisum)
- 1971: Heißes Gold aus Calador (One More Train to Rob)
- 1971: Die Gnadenlosen (Fools’ Parade)
- 1971: El Capitano (Something Big)
- 1973: Geier kennen kein Erbarmen (Cahill United States Marshal)
- 1975: Mitchell
- 1976: Der Letzte der harten Männer (The Last Hard Men)
- 1978: Die Wildgänse kommen (The Wild Geese)
- 1979: Steiner – Das Eiserne Kreuz, 2. Teil
- 1980: Sprengkommando Atlantik (North Sea Hijack)
- 1980: Die Seewölfe kommen (The Sea Wolves)
- 1983: Sahara (Sahara)
- 1989: Zurück vom River Kwai (Return from the River Kwai)
- 1991: Malko – Eye of the Widow (Eye of the Widow)

### Fernsehen
- 1956–1965: Rauchende Colts (Gunsmoke) (Serie, 96 Folgen)
- 1957–1963: Have Gun – Will Travel (Serie, 116 Folgen)
- 1958–1960: Perry Mason (Serie, sieben Folgen)
- 1959–1962: Tausend Meilen Staub (Rawhide) (Serie, sechs Folgen)
- 1975: Die Fahrt der Black Pearl (The Log of the Black Pearl)
- 1975: Abenteuer im Weltraum (Stowaway to the Moon)
- 1977: Mord aus heiterem Himmel (Murder at the World Series)
- 1978: Zwei Cowboys (Trail of Danger)
- 1982: Die Blauen und die Grauen (The Blue and the Gray) (Miniserie)
- 1985: Das dreckige Dutzend Teil 2 (The Dirty Dozen: Next Mission)
- 1986: Auf den Schwingen des Adlers (On Wings of Eagles) (Miniserie)